# Amityville (série de films)
Pour les articles homonymes, voir Amityville.

La véritable maison de l'affaire d'Amityville, qui a inspiré la saga.

Amityville est une série de films et téléfilms d'horreur qui se compose de onze films, ainsi que plusieurs autres films produits avec un très faible budget.
Cette franchise se concentre sur la maison hantée d'Amityville, dans l'État de New York aux États-Unis.
La saga a débuté en 1979 avec Amityville : La Maison du diable. Réalisé par Stuart Rosenberg et écrit par Sandor Stern, ce premier film a été un véritable phénomène aux États-Unis et dans le monde.

Jusqu'à la fin des années 90, la saga va enchaîner avec des suites qui se suivent plus ou moins. 

En 2005, Michael Bay se lance avec Amityville dans la production d'un remake du film original qui obtient un large succès à sa sortie.

Courant 2010, le cinéma indépendant américain reprend l'histoire de la célèbre maison pour les besoins de plusieurs films à tout petit budget. En 2016, l'affaire est évoquée dans une plus grosse production, Conjuring 2 : Le Cas Enfield. Il faut attendre 2017 pour voir un film de standard plus conforme avec Amityville: The Awakening.

## Films
- 1979 : Amityville : La Maison du diable (The Amityville Horror), de Stuart Rosenberg
- 1982 : Amityville 2 : Le Possédé (Amityville II: The Possession), de Damiano Damiani
- 1983 : Amityville 3D : Le Démon (Amityville 3-D), de Richard Fleischer
- 1989 : Amityville 4 (Amityville 4: The Evil Escapes), de Sandor Stern (téléfilm)
- 1990 : Amityville : La Malédiction (The Amityville Curse), de Tom Berry (directement en vidéo)
- 1992 : Amityville 1993 : Votre heure a sonné (Amityville 1992: It's About Time), de Tony Randel (directement en vidéo)
- 1993 : Amityville : Darkforce (Amityville: A New Generation), de John Murlowski (directement en vidéo)
- 1996 : Amityville : La Maison de poupées (Amityville: Dollhouse), de Steve White (directement en vidéo)
- 2005 : Amityville (The Amityville Horror), d'Andrew Douglas (remake de la version de 1979)
- 2017 : Amityville: The Awakening de Franck Khalfoun
- 2018 : The Amityville Murders de Daniel Farrands
- 2023 : Amityville: Maison des horreurs (The Amityville Curse) de Éric Tessier

### Films à micro-budget
- 2011 : The Amityville Haunting de Geoff Meed (directement en vidéo)
- 2013 : The Amityville Asylum (en) d'Andrew Jones (en) (directement en vidéo)
- 2015 : Amityville Death House (en) de Mark Polonia (directement en vidéo)
- 2015 : The Amityville Playhouse (en) de John R. Walker (directement en vidéo)
- 2016 : Amityville: Vanishing Point (en) de Dylan Greenberg (en) (directement en vidéo)
- 2016 : The Amityville Legacy (en) de Dustin Ferguson et Michael Johnson (directement en vidéo)
- 2016 : The Amityville Terror (en) de Michael Angelo (directement en vidéo)
- 2016 : Amityville: No Escape (en) de Henrique Couto (directement en vidéo)
- 2017 : Amityville Exorcism de Mark Polonia (directement en vidéo)
- 2017 : Against the Night de Brian Cavallaro (directement en vidéo)
- 2018 : Amityville: Mt. Misery Road de Chuck Morrongiello et Karolina Morrongiello (directement en vidéo)

## Équipe technique des films originaux
| Équipe technique      | Amityville (1979)   | Amityville 2 Le Possédé (1982) | Amityville 3D Le Démon (1983) | Amityville 4 (1989) | Amityville La Malédiction (1990) | Amityville 1993 Votre heure a sonné (1992) | Amityville Darkforce (1993) | Amityville La Maison de poupées (1996) | Amityville(2005)      |
| --------------------- | ------------------- | ------------------------------ | ----------------------------- | ------------------- | -------------------------------- | ------------------------------------------ | --------------------------- | -------------------------------------- | --------------------- |
| Réalisateur(s)        | Stuart Rosenberg    | Damiano Damiani                | Richard Fleischer             | Sandor Stern        | Tom Berry                        | Tony Randel                                | John Murlowski              | Steve White                            | Andrew Douglas        |
| Producteur(s)         | Samuel Z. Arkoff    | Dino De Laurentiis             | Stephen F. Kesten             | Steve White         |                                  | Steve White                                | Steve White                 | Steve White                            | Michael Bay           |
| Producteur(s)         | Elliot Geisinger    | Stephen R. Greenwald           |                               | Kenneth Atchity     | Franco Battista                  | Christopher DeFaria                        | Christopher DeFaria         | David Newlon                           | Andrew Form (en)      |
| Producteur(s)         | Ronald Saland       | Ira N. Smith                   |                               | Barry Bernardi      |                                  | Barry Bernardi                             | Barry Bernardi              | Zane W. Levitt                         | Bradley Fuller        |
| Producteur(s)         |                     |                                |                               |                     |                                  |                                            |                             | Mark Yellen                            | David Crockett        |
| Scénariste(s)         | Sandor Stern        |                                |                               | Sandor Stern        | Michael Krueger                  | Christopher DeFaria                        | Christopher DeFaria         | Joshua Michael Stern                   | Sandor Stern          |
| Scénariste(s)         |                     | Hans Holzer                    | David Ambrose                 |                     | Doug Olson                       | John G. Jones                              |                             |                                        | Scott Kosar           |
| Scénariste(s)         |                     | Tommy Lee Wallace              |                               |                     | Norwell Rose                     | Antonio Toro                               | Antonio Toro                |                                        |                       |
| Scénariste(s)         | Dardano Sacchetti   |                                |                               |                     |                                  |                                            |                             |                                        |                       |
| Photographie          | Fred J. Koenekamp   | Franco Di Giacomo              | Fred Schuler                  | Tom Richmond        | Rodney Gibbons                   | Christopher Taylor                         | Wally Pfister               | Thomas L. Callaway (en)                | Peter Lyons Collister |
| Monteur(s)            | Robert Brown Jr.    | Sam O'Steen                    | Frank J. Urioste              | Skip Schoolnik      | Franco Battista                  | Rick Finney                                | Rick Finney                 | Kert Vandermeulen                      | Roger Barton          |
| Compositeur(s)        | Lalo Schifrin       | Lalo Schifrin                  | Howard Blake                  | Rick Conrad         | Milan Kymlicka                   | Daniel Licht                               | Daniel Licht                | Ray Colcord                            | Steve Jablonsky       |
| Dates de sortie[Où ?] | 27 juillet 1979     | 24 septembre 1982              | 18 novembre 1983              | 12 mai 1989         | 7 mai 1990                       | 1992                                       | 1993                        | 1996                                   | 2005                  |
| Distributeur          | Metro-Goldwyn-Mayer | Orion Pictures                 | Orion Pictures                | NBC                 | Lionsgate Home Entertainment     | Republic Pictures                          | Republic Pictures           | Republic Pictures                      | Metro-Goldwyn-Mayer   |

## Distribution des films originaux
| Personnages      | Amityville (1979) | Amityville 2 Le Possédé (1982) | Amityville 3D Le Démon (1983) | Amityville 4 (1989) | Amityville La Malédiction (1990) | Amityville 1993 Votre heure a sonné (1992) | Amityville Darkforce (1993) | Amityville La Maison de poupées (1996) | Amityville (2005) |
| ---------------- | ----------------- | ------------------------------ | ----------------------------- | ------------------- | -------------------------------- | ------------------------------------------ | --------------------------- | -------------------------------------- | ----------------- |
| George Lutz      | James Brolin      |                                |                               |                     |                                  |                                            |                             |                                        | Ryan Reynolds     |
| Kathy Lutz       | Margot Kidder     |                                |                               |                     |                                  |                                            |                             |                                        | Melissa George    |
| Père Delaney     | Rod Steiger       |                                |                               |                     |                                  |                                            |                             |                                        |                   |
| Père Ryan        | Murray Hamilton   |                                |                               |                     |                                  |                                            |                             |                                        |                   |
| Père Bolen       | Don Stroud        |                                |                               |                     |                                  |                                            |                             |                                        |                   |
| Père Nuncio      | John Larch        |                                |                               |                     |                                  |                                            |                             |                                        |                   |
| Père Adamsky     |                   | James Olson                    |                               |                     |                                  |                                            |                             |                                        |                   |
| Anthony Montelli |                   | Burt Young                     |                               |                     |                                  |                                            |                             |                                        |                   |